# Accidente del Metro de la Ciudad de México de 2021
El 3 de mayo de 2021, a las 22:22 CDT (UTC-5), un paso elevado en los límites de las alcaldías de Tláhuac e Iztapalapa que sostenía la Línea 12 del Metro de la Ciudad de México se desplomó debajo del tren que lo recorría. El paso elevado y los dos vagones finales del tren cayeron sobre el Eje 10 Sur Avenida Tláhuac, cerca de la estación de Olivos, ocasionando la muerte de 27 personas y dejando a otras 80 heridas. Este accidente se convirtió en el más mortífero del Metro en casi cincuenta años.
Desde 2014 hasta 2015, el tramo elevado donde ocurrió el accidente había experimentado problemas técnicos y estructurales que llevaron a su cierre parcial. En 2017, un terremoto causó aún más daño en la zona, y aunque fue reparado en pocos meses, los residentes reportaron que los problemas persistieron durante años. La Línea 12 fue presentada en 2007 como una línea subterránea que podría operar trenes de neumáticos debido a la inestabilidad del suelo en la ciudad. Estaba previsto que se abriera en 2010, pero debido a limitaciones presupuestarias y de tiempo, el proyecto se modificó para operar tanto bajo tierra como en superficie, con trenes de ruedas de acero, que los investigadores señalaron como una de las causas de la inestabilidad y los daños en las vías desde el inicio de las operaciones de la línea. Empresas ICA, responsable de la construcción de las otras líneas del sistema, construyó la línea en colaboración con Alstom Mexicana y Grupo Carso, este último propiedad de Carlos Slim.
La alcaldesa de la ciudad, Claudia Sheinbaum, contrató a la firma noruega de gestión de riesgos Det Norske Veritas (DNV) para investigar las causas del colapso. Las investigaciones preliminares encontraron que estaba relacionado con deficiencias en la construcción del puente y la falta de soportes funcionales y soldaduras de mala calidad que provocaron fatiga en la viga colapsada. Investigaciones posteriores revelaron que el puente se había diseñado y construido sin seguir los estándares de calidad, que la construcción y los cambios de diseño de la línea no habían sido adecuadamente supervisados, que faltaban elementos de fijación y seguridad, y que los controles de mantenimiento periódicos que habrían detectado la falta de estabilidad de la viga no se habían llevado a cabo; aunque el gobierno de la ciudad impugnó esta última declaración.
Carso, la empresa responsable de la construcción del tramo colapsado, negó haber actuado mal, pero Carlos Slim acordó con el gobierno de México reparar el tramo de forma gratuita. En diciembre de 2021, la oficina del fiscal general de la ciudad presentó cargos contra diez exfuncionarios, incluyendo al director del proyecto, que participaron en la construcción y supervisión del proyecto; a partir de abril de 2023, estos están pendientes de juicio por homicidio, lesiones y daños a la propiedad.

## Contexto

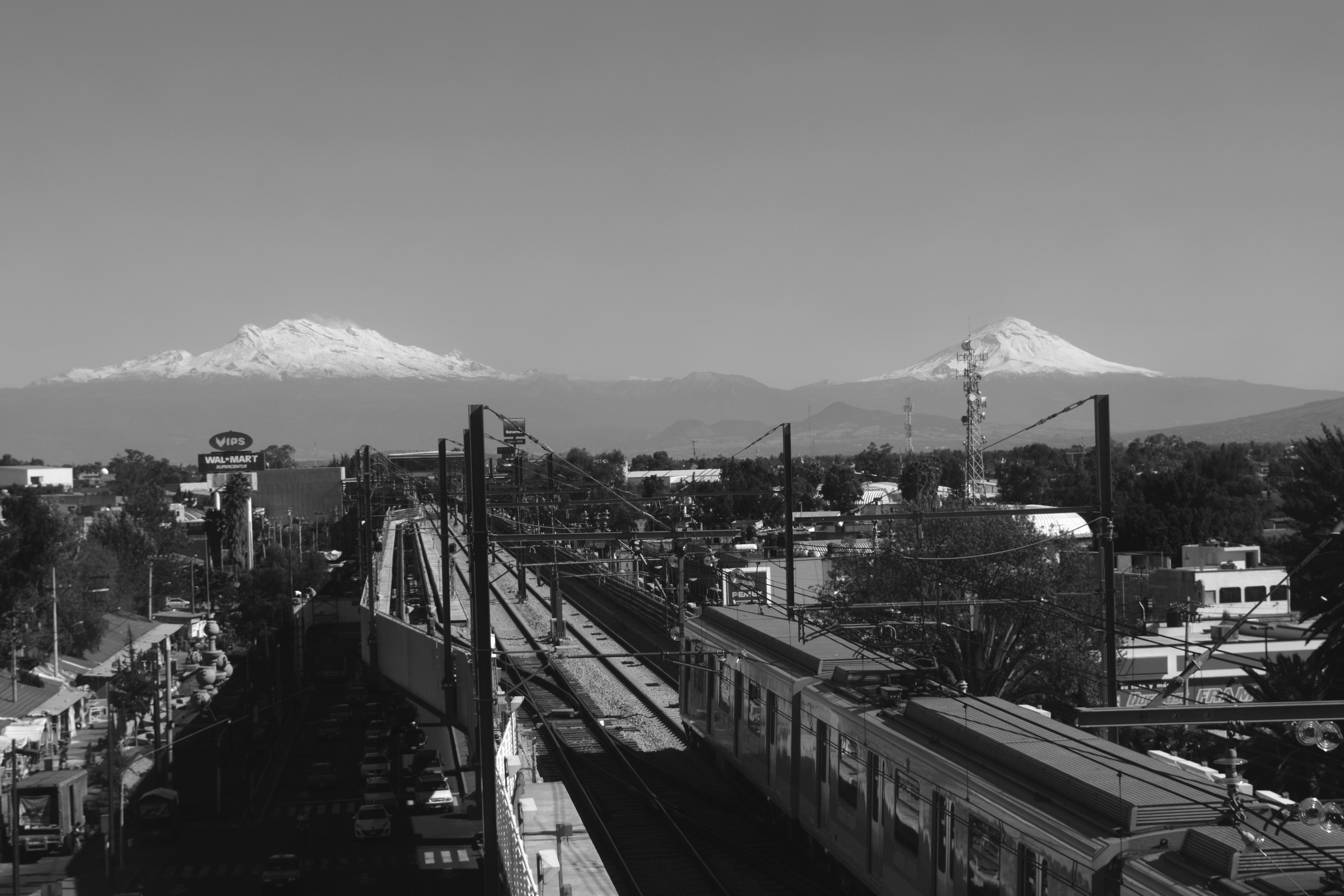
El viaducto Olivos-Tezonco en 2016. El accidente ocurrió cerca de los letreros de Vips y Walmart, que se observan en el extremo izquierdo.

El tramo donde ocurrió el siniestro se construyó entre 2008 y 2009, a través de una licitación a la empresa Carso Infraestructura y Construcción y Subsidiarias (CICSA), perteneciente a Grupo Carso, que ganó asociada a ICA y Alstom. Las estaciones Olivos y Tezonco forman parte del tramo elevado de la línea, mismo que se construyó mediante trabes y segmentos prefabricados de acero y concreto que forman un viaducto elevado por donde están tendidas las vías del metro. El segmento en donde ocurrió el colapso es diferente al resto de los tramos adyacentes ya que pasa de tener dos vías a tres, esta última es una vía de desalojo del tren en caso de contingencias.
En cuanto a la construcción del puente por donde corre el viaducto de la línea, se trata de una estructura compuesta, integrada por concreto y acero. trabe de acero a la trabe de concreto que está cimentada en el terreno. Las vigas de acero son unidas a una plancha de concreto precolado de 12.5 centímetros de espesor mediante pernos de un sistema denominado Nelson Stud Welding. Los pernos son soldados mediante una pistola que hace un fundido a altas temperaturas, fundiendo el metal y aprovechando un anillo de cerámica para dar un acabado, mismo que se retira tras retirar el fundido. Dicho sistema permite reducir el tiempo de soldado que implica construir una estructura así, distribuir el peso de manera uniforme y reducir el fenómeno denominado fatiga de materiales. Los pernos Nelson usados para hacer la construcción de la estructura permiten que las estructuras queden acopladas de manera segura para resistir la tensión a la que está sometida la estructura compuesta por la operación diaria del metro. Los trenes habían pasado al momento del accidente unas 720 000 veces por cada vía.
Por su parte el tren —llamado en lenguaje técnico material rodante— era un modelo FE-10 construido por la empresa española Construcciones y Auxiliar de Ferrocarriles (CAF) de 7 coches. Tales elementos son dos de tipo remolque con cabina y cinco más con motores intermedios en la siguiente estructura: FR1-FN1-FN2-FN3-FN4-FN5-FR2, con capacidad máxima de seguridad de 1 900 personas, 271 por coche. Cada coche tiene dos bogies tipo férreo en donde van ancladas ruedas metálicas sobre rieles de tipo ferroviario. Con excepción de la Línea A y la Línea 12, el Metro de la Ciudad de México tiene trenes de rodadura neumática.
La línea 12 presentó fallas en diversos tramos de su recorrido incluso antes de su inauguración. Es la única línea de dicho sistema que se ha cerrado por fallas graves. Fue inaugurada en 2012 por el entonces jefe de gobierno, Marcelo Ebrard y el entonces presidente Felipe Calderón Hinojosa. En distintos periodos entre 2013 y 2014 la línea permaneció parcialmente cerrada por irregularidades. El 11 de marzo de 2014, parte de la línea, desde las estaciones Culhuacán hasta la terminal Tláhuac, incluido el tramo elevado en donde ocurrió el accidente, se cerró debido a fallas que ponían en riesgo la seguridad de las personas usuarias por descarrilamiento. Debido a acusaciones mutuas entre las empresas constructoras de la línea y autoridades de la Ciudad de México sobre la responsabilidad de las fallas, se tuvo que conformar una comisión investigadora desde la entonces Asamblea Legislativa del Distrito Federal, para determinar responsabilidades. El dictamen final de dicha comisión, concluido por la empresa francesa Systra, determinó que las causas incluyeron errores «de planeación, diseño, construcción y operación» de la línea, así como «incompatibilidad entre trenes y vías, pero también deficiencias en el mantenimiento y una mala gestión del problema en su conjunto». En el tramo Tezonco-Olivos, donde ocurrió el accidente de 2021, la empresa Systra encontró diversas irregularidades, entre ellas variaciones en el color y la apariencia del concreto de las trabes, problemas relacionados con el drenaje, así como diferencias de geometría y desajustes entre los tramos prefabricados. En 2014, el ex director del Proyecto Metro al momento de la construcción de la línea, Enrique Horcasitas Manjarrez, fue sancionado con una inhabilitación del servicio público por la Auditoría Superior de la Federación por su responsabilidad en las fallas de la línea, así como saberse que su hermano, Luis Horcasitas, era vicepresidente de Grupo ICA, una de las empresas integrantes del Consorcio Constructor de Línea 12.
Finalmente, el 29 de noviembre de 2015, el servicio entre Tláhuac y Culhuacán se reinauguró en un evento encabezado por quien era el jefe de gobierno en ese momento, Miguel Ángel Mancera.

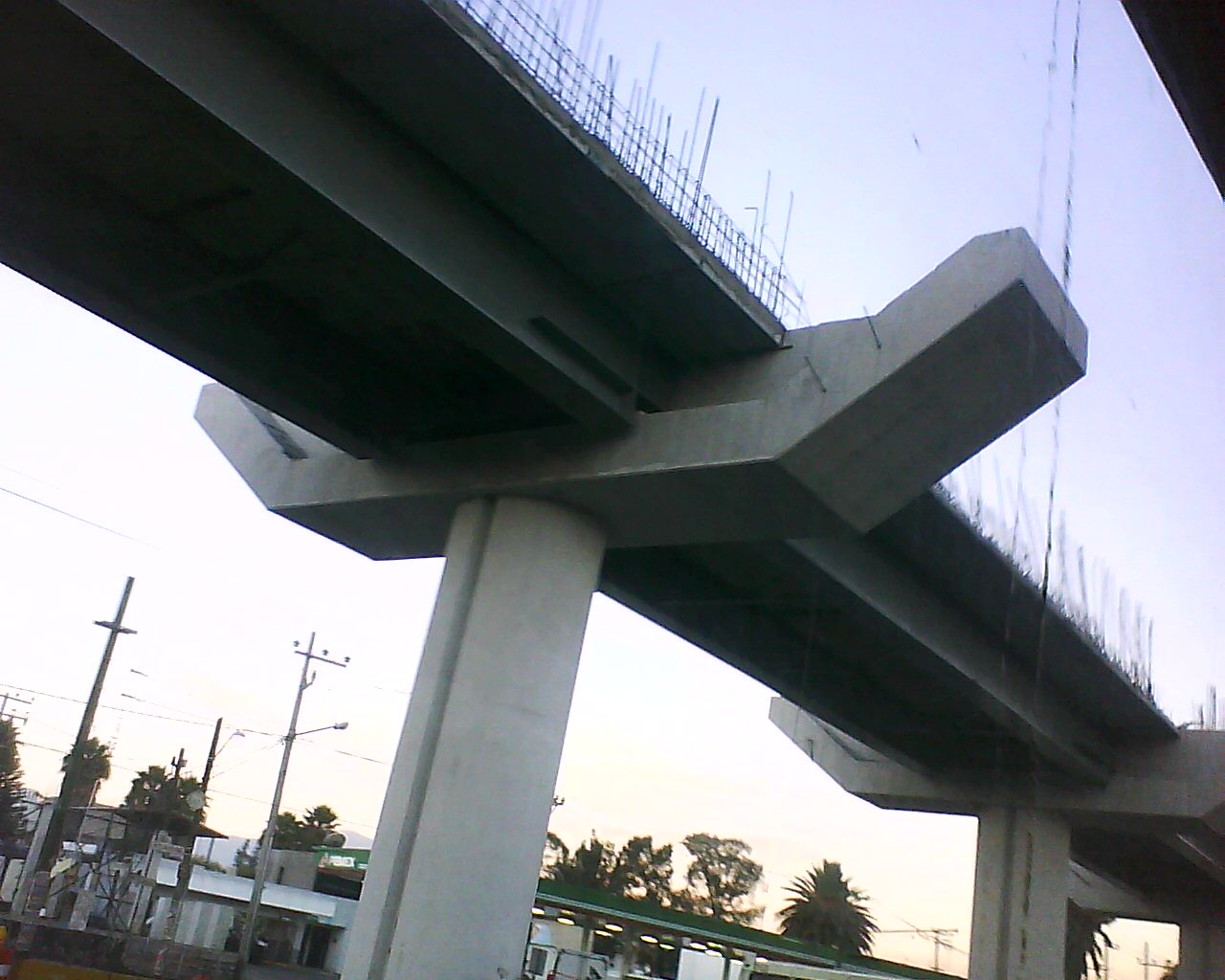
Jácenas de metal cerca de la estación Olivos en 2010. El accidente se debió al colapso de una viga similar.

Según los habitantes de la zona del accidente, desde años anteriores se había notificado al Sistema de Transporte Colectivo sobre los daños que presentaba, entre otras, la estructura que colapsó, derivado de los sismos que afectaron a la Ciudad de México los días 7 y 19 de septiembre de 2017. Tras las denuncias, el Sistema de Transporte Colectivo (STC), organismo que opera el metro, inició obras para corregir múltiples daños, entre ellos, daños en el perfil y trazo de las vías, fracturas en elementos diversos, situaciones que provocaron el descarrilamiento de trenes en los tramos Tlaltenco - Zapotitlán y Zapotitlán - Nopalera. Asimismo se reportaron daños en la columna 69 entre Nopalera y Olivos; así como deformaciones en tres trabes metálicas en el tramo Zapotitlan a Nopalera, registrándose desplazamiento de las mismas y fractura de sus cabezales. Para ello las columnas fueron intervenidas y rehabilitadas y diversos elementos estructurales reparados o reemplazados. También, se detectaron fallos en la obra original: vaciado incorrecto de concreto y componentes de acero faltantes. Para estas obras fue necesario cerrar las estaciones Tezonco, Olivos, Nopalera, Zapotitlán, Tlaltenco y Tláhuac del 20 de septiembre de 2017 al 30 de octubre de ese año. Tras las obras, el entonces director del STC, Jorge Gaviño, aseguró que cada elemento estructural de la línea había sido revisado adicionalmente «con rayos X» y «ultrasonido».
El Metro de la Ciudad de México tuvo dos incidentes de seriedad antes del accidente del 3 de mayo de 2021: la colisión de trenes de 2020 y el incendio del Puesto Central de Control el 14 de enero de 2021, mismo que da servicio a las líneas 1, 2, 3, 4 y 5. La última revisión de la línea ocurrió en enero de 2020 por parte de la sección de Proyectos de infraestructura del STC, actividad en donde según autoridades del metro no encontraron anomalías. Tras el terremoto de Oaxaca de 2020 el 23 de junio, la sección de Viaductos Elevados del STC revisó dichas estructuras en todo el sistema de transporte. En octubre de 2020, vecinos de la zona reportaron en la red social Facebook presuntos desvíos y grietas en la zona de la estructura colapsada. Trabajadores del metro de la Ciudad de México agremiados en el Sindicato Mexicano de Trabajadores del Sistema de Transporte Colectivo afirmaron haber denunciado anomalías en el punto del desplome tras observar esas fotografías.

## Detalles
El accidente ocurrió el lunes, 3 de mayo de 2021 a las 22:11:14 —según la FGJCDMX— o a las 22:22 —según DNV— (UTC -5) cuando el tren modelo FE-10 número motriz 007-008 circulaba en el viaducto elevado entre las estaciones Tezonco y Olivos con dirección oriente hacia la terminal Tláhuac. A unos 130 metros de la estación Olivos, una falla provocada por el peso del tren en la viga izquierda (en dirección a Tláhuac) arrastró a la viga derecha (en dirección a Mixcoac) que sostiene las vías provocando el colapso de la estructura entre las columnas 11 y 12  en 1.9 segundos, provocando la precipitación hacia el suelo desde una altura de 12 metros de los dos últimos vagones de la formación, el resto siguió hacia la estación (en la grabación de una cámara situada frente al sitio se aprecia que al pasar el quinto vagón se colapsa la trabe, pero éste alcanza a pasar). El desplome alcanzó un automóvil que circulaba en la avenida Tláhuac —una de las principales vías del oriente capitalino— provocando la muerte del conductor del mismo. Algunas víctimas del accidente, estimadas en unas 100 en los dos vagones siniestrados, indicaron el sonido de un estruendo seguido de la caída de los pasajeros hacia el vacío. Al menos 25 personas murieron y unas 80 resultaron heridas, de las cuales 65 resultaron con heridas graves. Una de las víctimas era menor de edad.

## Consecuencias

### 2021
Tras el accidente, ciudadanos de las colonias aledañas así como mototaxistas acudieron en ayuda de las víctimas del hecho. Algunos de los pasajeros lograron salir por las ventanas de los vagones. Cuerpos de emergencia acudieron en auxilio trasladando heridos a hospitales de la capital mexicana.
Debido al desplome, la línea 12 cerró al público con el fin de realizar una revisión a profundidad de toda la infraestructura. El gobierno capitalino dispuso de 490 autobuses de la Red de Transporte de Pasajeros capitalina para movilizar a los miles de personas que usan la línea. El tránsito de la avenida Tláhuac permanecía cerrado en las inmediaciones del accidente. El tren modelo FE-10 se retiró de la estructura colapsada cerca de las 11 de la mañana. Claudia Sheinbaum, jefa de gobierno de la Ciudad de México, durante un recorrido en la zona del accidente anunció el inicio de una investigación para deslindar responsabilidades. No descartó la colaboración de equipos internacionales en dichas labores. Anunció igualmente el apoyo para las familias de las víctimas. Marcelo Ebrard, el canciller de México, que fue jefe de gobierno de la Ciudad de México al momento de la construcción de la línea, expresó su solidaridad en la red social Twitter y aseguró estar a disposición de las autoridades para las investigaciones.

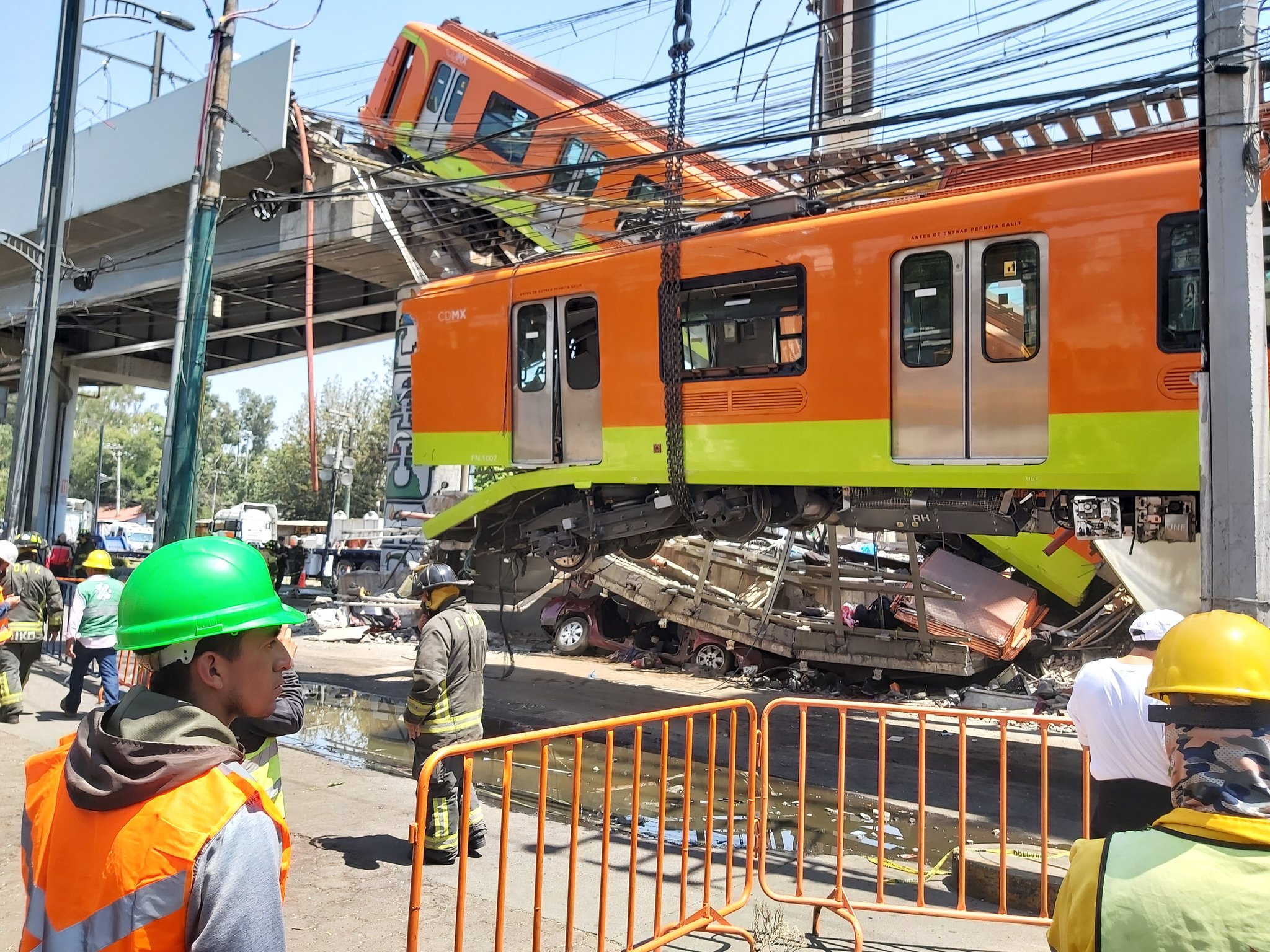
Imagen del lugar, un día después del accidente, el 4 de mayo de 2021.

Cerca de la medianoche del 4 de mayo, elementos del Ejército Mexicano y de la Marina Armada de México implementaron el Plan DN-III-E y tomaron el control de la zona. Ellos, al lado del Heroico Cuerpo de Bomberos y de las autoridades capitalinas realizaron tareas de búsqueda de personas e iniciaron obras para retirar el tren siniestrado y los escombros del derrumbe. Al lugar acudieron la jefa de gobierno Claudia Sheinbaum y la fiscal Ernestina Godoy. Por la mañana, terminadas las labores de rescate de personas, elementos de corporaciones públicas y privadas se enfocaron en el retiro de los dos vagones siniestrados.
Durante su conferencia matutina, el presidente de México Andrés Manuel López Obrador manifestó sus condolencias con las víctimas, y deseó pronta recuperación a las personas heridas. Anunció que se daría a conocer toda la verdad sobre el incidente y que su gobierno llevará la investigación hasta las últimas consecuencias y que no solapará a nadie. En esa oportunidad, la jefa de gobierno Sheinbaum reiteró su compromiso por llegar a la verdad y anunció que una empresa especializada realizará un peritaje independiente. Ante pregunta expresa de la prensa, el canciller Marcelo Ebrard afirmó que colaborará con las investigaciones y que se manifiesta tranquilo, «el que nada debe, nada teme», dijo. CICSA, empresa constructora del tramo, anunció que no dará ninguna declaración hasta no tener el peritaje oficial. El Instituto para la Seguridad de las Construcciones, dependencia del gobierno capitalino, en colaboración con organismos privados como el Colegio de Ingenieros Civiles de México y Arquitectos Directores Responsables de Obra, Corresponsables y Peritos en Desarrollo Urbano del Distrito Federal, integraron cuatro brigadas para la revisión visual y topográfica de las estructuras de la línea 12 para garantizar su seguridad estructural y continuar su operación.
El gobierno de la ciudad anunció que el peritaje independiente sería realizado por la empresa noruega Det Norske Veritas (DNV), misma que ha realizado investigaciones como la de la explosión de Deepwater Horizon. Personal de dicha empresa inició ese día las labores del peritaje independiente recabando pruebas. La Fiscalía General de Justicia de la Ciudad de México (FGJCDMX) anunció que son dos las investigaciones en curso, una por homicidio culposo y otra por daño en propiedad ajena.  Por la tarde, personas se congregaron en las inmediaciones de la estación Periférico Oriente y marcharon hacia la estación Olivos, sitio donde elementos de la policía capitalina les cerraron el paso. Trabajadores del metro de la Ciudad de México agremiados en el Sindicato Mexicano de Trabajadores del Sistema de Transporte Colectivo declararon en conferencia que realizarán un paro total por las condiciones de inseguridad en las que operan las líneas, señalando como precarias las condiciones en que operan las líneas B, 5 y 9. Asimismo, solicitaron la renuncia de la directora del sistema desde 2018, Florencia Serranía Soto. Medios de comunicación atestiguaron que debido a las aglomeraciones provocadas por la falta del metro, a las personas usuarias del servicio emergente les era difícil guardar distanciamiento físico indicado por la pandemia de COVID-19.
Se registraron protestas adicionales en estaciones como Pantitlán, Oceanía y Bellas Artes, en donde además de realizar pintas con las leyendas «No fue accidente, fue el Estado», las personas manifestantes realizaron evasión masiva por lapsos de tiempo. Por la noche, personas acudieron a colocar un altar con velas y flores en memoria de las víctimas en las inmediaciones del sitio del accidente.
El 5 de mayo cuatro brigadas de trabajadores del Sistema de Transporte Colectivo cerca de las 16:00 personal iniciaron obras de retiro de la estructura colapsada con la supervisión de peritos de la FGJCDMX. El Gobierno de la Ciudad de México afirmó que el lunes 10 de mayo tendrá los primeros avances sobre la integridad de la línea para su operación. Las brigadas oficiales inspeccionaron otras estructuras elevadas del sistema como los de las líneas 4, 9, y B.
Debido a la saturación registrada en los servicios de pasajeros que suplieron al funcionamiento de la línea 12, el Gobierno de la Ciudad de México contrató autobuses privados de las empresas ADO, VR y Capitalbus. A diferencia del día anterior, las autoridades hicieron un circuito tomando el estacionamiento de un supermercado para que los autobuses rodearan el sitio del siniestro y pudieran dar un servicio continuo entre Mixcoac y Tláhuac. A la ruta entre ambas estaciones, se sumaron dos rutas adicionales que conectan la terminal Tláhuac y el metro Tasqueña de la línea 2 y la Ciudad Universitaria.
El 6 de mayo el conductor del tren del metro accidentado, Rodrigo García Flores, dio diversas entrevistas a medios de comunicación. En ellas narró que a las 22:22 sintió que el tren «se levantaba», por lo que procedió a bloquear el tren y observó movimientos bruscos de la catenaria que da energía a los trenes. A pesar del bloqueo el tren siguió deslizándose y el operador vio en la pantalla de servicio de la cabina que el tren aparecía sin corriente eléctrica. Al salir de la cabina observó humo al final del tren, por lo que llamó al centro de control del Metro para pedir apoyo.
Personas realizaron diversas manifestaciones en distintos puntos de la Ciudad de México el 7 de mayo. Un grupo de manifestantes trató de llegar hasta el sitio del accidente marchando desde la estación Culhuacán pero les fue bloqueado el paso por policías cerca del sitio del desplome. Las protestas incluyeron rodadas ciclistas y acciones en estaciones del metro.
El 8 de mayo la jefa de gobierno anunció que las familias de las víctimas recibirán como indemnización 650 000 pesos mexicanos (unos 32 000 dólares estadounidenses en 2021).
El 10 de mayo la jefa de gobierno anunció que, dada la relevancia social del caso, los resultados preliminares de los peritajes serán anunciados en un plazo de cinco semanas.
El 13 de junio fue publicado en el periódico The New York Times (NYT) el reportaje «Por qué colapsó la Línea 12 del metro de Ciudad de México», mismo que publicó las conclusiones hechas por expertos que consultaron sobre el tema a partir de «miles de fotografías del sitio del siniestro», llegando a la misma conclusión:

los pernos metálicos que eran cruciales para la solidez del viaducto —y que servían como base de toda la estructura— parecen haber fallado debido a soldadura deficiente, falla grave que probablemente causó el choque.
Kitroeff, et al. Por qué colapsó la Línea 12 del metro de Ciudad de México

Según el reporte presentado por el NYT, el viaducto por donde circulaba el tren está compuesto por dos elementos estructurales, la losa de concreto en la que descansa la vía elevada, misma que se conecta mediante una trabe de acero a la trabe de concreto que está cimentada en el terreno. La adecuada soldadura de los pernos entre la trabe de acero y la losa de concreto del viaducto permiten tener una estructura sólida y funcional, la cual se realiza «al acero», fundiendo los pernos con la estructura a muy altas temperaturas. Las fotografías de los escombros mostraron que la soldadura de los pernos entre ambas partes no fue hecha correctamente, incluso, dichos elementos tienen una protección de cerámica que debe ser retirada al momento de la soldadura y la evidencia fotográfica mostraba que los encargados de soldar en ocasiones no los retiraron. Al existir este fallo y tras años de operación, las soldaduras habrían cedido al peso de la estructura y los pernos se desprendieron del acero, provocando el desplome.
Asimismo el NYT reveló que detrás del desastre existía una crisis política derivada de los funcionarios que podrían ser implicados como responsables de la tragedia, especialmente el entonces jefe de gobierno Marcelo Ebrard —mencionado al momento del accidente como un posible presidenciable— y Carlos Slim, una de las personas más ricas del mundo y dueño de CICSA. 

Ebrard era jefe de gobierno de la Ciudad de México cuando se construyó la nueva línea del metro, conocida como “Línea dorada”, una expansión muy anunciada del segundo sistema de metro más grande de América, una iniciativa que podría impulsar sus credenciales como presidenciable. Y la empresa constructora de Slim, Carso Infraestructura y Construcción, llevó a cabo el tramo de la línea que colapsó. Era el primer proyecto ferroviario de la compañía, que allanaba el camino para otros más.
Kitroeff, et al.

Una revisión de documentos internos hecha por el NYT para el reportaje, encontró que la línea se realizó bajo «un proceso frenético de construcción que empezó antes de que se completara un plan ejecutivo y produjo una línea de metro con fallos desde el inicio» con el fin de que fuera inaugurada antes de que concluyera la gestión de Marcelo Ebrard como jefe de gobierno a finales de 2012. Asimismo se consignó en la nota que diversas auditorías gubernamentales habrían detectado trabajos de mala calidad y anomalías como la obtención de la certificación de seguridad de operación de la línea una hora antes de su inauguración. Igualmente, tras el sismo de 2017, el Gobierno de la Ciudad de México encontró fallas en el tramo construida por CICSA como «vaciado incorrecto de concreto y componentes de acero faltante», información que no fue hecha pública.
Tras el reportaje hubo reacciones. Marcelo Ebrard, por su parte, publicó una carta dirigida a María Abi-Habib, jefa de la oficina de NYT en México en donde acusó que las preguntas que se le hicieron por parte de este medio «parten de premisas falsas o parecieran sugerir conclusiones o asumir una postura adversarial», publicando una serie de respuestas. Entre ellas, negó la versión del proceso acelerado ya que las decisiones concernientes al diseño y trazo de la línea estuvieron a cargo de órganos colegiados en el que aseguró él no tenía injerencia, el Comité Central de Obras del Gobierno del Distrito Federal y el Subcomité Técnico del Proyecto Integral; asimismo, negó tener aspiraciones a la presidencia de México al manifestar desde noviembre de 2011 su respaldo a Andrés Manuel López Obrador en las elecciones federales del año siguiente. Ebrard manifestó, entre otros aspectos, que la elección de CICSA se realizó mediante una licitación internacional abierta. Igualmente llamó a que en la valoración se considerara el actuar de la administración de Miguel Ángel Mancera —misma que calificó como «de los gobiernos más corruptos de la historia de México»— y si, por ejemplo, si se había realizado el mantenimiento adecuado de la línea en ese periodo o se realizaron acciones luego del sismo de 2017.
Por su parte Claudia Sheinbaum negó que la información expuesta en el reportaje haya tenido como origen una filtración de parte del Gobierno de la Ciudad de México, «nunca hemos utilizado filtraciones periodísticas para informar o hacer nuestro trabajo», dijo en su cuenta de Twitter. Un día después el presidente López Obrador dijo en su conferencia matutina que el reportaje de NYT se hizo con base en filtraciones internas provenientes del gobierno y que, entre los objetivos del reportaje, estaba el «echar a pelear» a Claudia Sheinbaum y a Marcelo Ebrard.
El 16 de junio se publicaron los resultados de la Fase I, el Predictamen Técnico del informe encargado a la empresa Det Norske Veritas (DNV). En el se expuso que la causa del desplome apuntaba a deficiencias en el proceso constructivo, específicamente fallas en el proceso de soldadura de los pernos Nelson entre la losa de concreto y la trabe de acero que sostenía el viaducto, así como deficiencias como soldaduras incompletas o no realizadas. Asimismo se anunció un grupo interdisciplinario que realizó un proyecto ejecutivo para la rehabilitación y la reconstrucción de la Línea 12 con el fin de tenerla en funcionamiento lo más pronto posible en condiciones de seguridad.
Florencia Serranía Soto, directora del STC Metro al momento del colapso, presentó su renuncia el 28 de junio. En su lugar fue designado Guillermo Calderón Aguilera, quien se desempeñaba hasta ese momento como director del Servicio de Transportes Eléctricos, organismo que gestiona los trolebuses y el Tren Ligero de la capital.
El 3 de julio la Comisión Ejecutiva de Atención a Víctimas —organismo descentralizado del Gobierno de México— anunció que otorgaría indemnizaciones adicionales de 1 millón de pesos mexicanos  a las familias de las víctimas fallecidas, adicionales a los dados por el Gobierno de la Ciudad de México.
A la salida de una reunión sostenida en Palacio Nacional el 29 de junio con el presidente López Obrador, Carlos Slim declaró que Grupo Carso reestructuraría integralmente a su costo el tramo que construyó de la Línea 12, «reconstruir no, reestructurar, rehabilitar, reestructurar», dijo el empresario. Dicha información fue confirmada por el presidente el 2 de agosto.
El 24 de agosto DNV aplazó una vez más la entrega del segundo informe de peritaje sobre las causas del accidente de la Línea 12, esta vez para el 6 de septiembre.
El 20 de octubre se anunció que se realizaría un acuerdo reparatorio entre la empresa CICSA y el Gobierno de la Ciudad de México que implica la reconstrucción del tramo a su cargo completamente a su costo, así como la indemnización a las víctimas que así lo soliciten. Dicho documento fue firmado en diciembre de 2021y a petición de las partes, el acuerdo no quedaría integrado en el expediente del caso y se mantendrá como confidencial.

### 2022
Ante el inminente avance de las obras de reconstrucción de la línea hacia el tramo colapsado, el 16 de mayo, la defensa legal de 13 víctimas a cargo de Teófilo Benítez buscó la tramitación de un juicio de amparo que pueda detener dichas obras en el tramo gemelo al colapsado entre Tezonco y Olivos, con el fin de que esto pueda servir como evidencia en los juicios que siguen en curso.

## Investigación
La investigación sobre el accidente tuvo dos vertientes, la indagatoria jurídica y el peritaje encabezado por la FGJCDMX de la ciudad con el objetivo de encontrar posibles responsables y sancionarles administrativa y penalmente. Dicha investigación, según la fiscal Ernestina Godoy, se realizaría por la búsqueda de verdad y justicia, por la no repetición del hecho pero también privilegiando la búsqueda de acuerdos para la reparación integral del daño a las víctimas.
Por otro, el mencionado informe encargado a la empresa DNV por el Gobierno de la Ciudad de México con el fin de encontrar las causas «para llegar al fondo de lo que pasó», dijo Claudia Sheinbaum al respecto el 5 de mayo de 2021.

### FGJCDMX
Luego del colapso en la zona fueron desplegados elementos de la FGJCDMX con el fin de recolectar evidencias y contrató expertos externos a esa institución en las áreas de estructuras, diseño estructural en vías terrestres, seguridad estructural, geotecnia y topografía que actuaron como peritos. Las labores de investigación implicaron mil 400 acciones entre ellas «488 entrevistas con víctimas, directas e indirectas (...) 294 dictámenes en criminalística, fotografía, video, arquitectura, ingeniería civil, ingeniería mecánica, seguridad industrial, topografía, seguridad estructural, ingeniería civil en puentes y geotecnia, principalmente y (...) 484 colaboraciones a distintas dependencias». Según la fiscalía se realizaron  trabajos de campo, inspecciones, entrevistas, recorridos, análisis de videos, revisión de todos los archivos y documentos existentes de la Línea 12 así como los dictámenes periciales de los expertos externos contratados. Asimismo se revisaron 13 mil 237 carpetas de la construcción de la línea.
El 14 de octubre de 2021 la fiscal Ernestina Godoy Ramos anunció los resultados de la investigación, mismos que apuntaron hacia «errores graves de construcción y del diseño» como una instalación inadecuada en los pernos entre el concreto y el acero de la construcción del tramo colapsado, fallas en las soldaduras de las estructuras y falta de pernos en las vigas de las estructuras. Así como un diseño de origen inadecuado que implicó el agrietamiento anticipado de las estructuras. Todo ello causado por una mala construcción de la empresa constructora y fallas en la supervisión de la obra por parte de las autoridades a cargo. Según las conclusiones de la indagatoria de la FGJCDMX:

- Se identificaron deficiencias en el diseño de la estructura.
- Se identificaron deficiencias en la construcción de la estructura.
- Los materiales empleados en la construcción no tenían la calidad adecuada.
- El suelo del lugar de la construcción y la actividad sísmica no influyeron en el colapso.

Derivado de esta indagatoria fueron imputadas ocho personas y dos representantes de las empresas constructoras, acusados de los delitos de homicidio, lesiones y daños culposos. Entre las personas imputadas están Enrique Horcasitas Manjarrez, exdirector del Proyecto Metro, Guillermo Leonardo Alcázar Pancardo, director responsable de obra y Moisés Guerrero Ponce, director de Construcción de Obras Civiles en el Proyecto Metro, entre otros.
Un 80% de los familiares de las víctimas aceptaron acuerdos para la reparación integral del daño que incluyen una indemnización por parte de la empresa CICSA y así abreviar el proceso jurídico, concluyéndolo. El resto de las víctimas decidieron continuarlo. Para mayo de 2023 ya eran 90% de los familiares quienes habían firmado el acuerdo reparatorio.
El informe de la fiscalía fue criticado por el abogado de algunas víctimas, Teófilo Benítez, quien afirmó que había quedado un informe «a modo» con el fin de no sancionar a personas de la administración encabezada por Claudia Sheinbaum. En tanto Gabriel Regino, exfuncionario público y abogado de cinco de los imputados por la fiscalía, señaló que sus defendidos son víctimas de «persecución política», que no se ha considerado en el informe de la FGJCDMX la evidencia dde desgaste y falta de mantenimiento que implicaría a las administraciones de Miguel Ángel Mancera y Claudia Sheinbaum y ha insistido en que sus clientes puedan integrarse a un acuerdo reparatorio similar al obtenido por la empresa CICSA. Igualmente anunció que su despacho denunciaría al exjefe de gobierno Miguel Ángel Mancera y los ex directores del Metro Jorge Gaviño y Jorge Jiménez Almaraz con el fin de que sea también investigados y responsabilizados al igual que sus clientes.
El 17 de mayo de 2022 Regino denunció a María de la Luz Alcántar, fiscal encargada de realizar las imputaciones, por presuntamente integrar una indagatoria parcial hacia sus defendidos y no integrar a sus investigaciones el factor de la falta de mantenimiento.

### Det Norske Veritas
La empresa DNV fue contratada por la Secretaría de Gestión Integral de Riesgos y Protección Civil del GCDMX para realizar el Servicio de Dictamen Técnico del siniestro ocurrido en la Línea 12, en el tramo elevado entre las estaciones Olivos y Tezonco, entre las columnas 12 y 13, y análisis causa-raíz. Dicho informe se presentaría en tres fases:
- Fase I - Enfoque para la opinión técnica independiente, presentada el 16 de junio de 2021
- Fase II - Enfoque técnico para la investigación de la causa inmediata, presentada el 7 de septiembre de 2021
- Fase III - Enfoque técnico para el análisis de la causa raíz, presentada el 11 de mayo de 2022 pero rechazado por el GCDMX

El estudio en su totalidad tuvo un costo de 26 millones de pesos mexicanos.

#### Fase I
La Fase I - Enfoque para la opinión técnica independiente se llevó a cabo mediante la investigación in situ al sitio del accidente por parte de un equipo de DNV, así como el análisis de 13 000 carpetas de la investigación. La Fase 1 tuvo los siguientes hallazgos preliminares:
- Hubo deficiencias constructivas en:[86]
  - procesos de soldadura de los pernos Nelson
  - porosidad y falta de fusión en la unión pernos-trabe
  - falta de pernos Nelson en las trabes que conformaban el conjunto del puente
  - diferentes tipos de concreto
  - soldaduras no concluidas y/o mal ejecutadas
  - supervisión y control dimensional en soldaduras de filete
- Se observaron daños en:[86]
  - las trabes del lado poniente en las secciones T-1, T-7 y T-6 «sobre los patines y las almas que las conforman»
  - roturas en las almas de las trabes T-1 y T-7 «del lado poniente, con sistemas de contraventeo (perfiles de ángulo) y sus placas de conexión»

Adicionalmente DNV concluyó en el documento que la línea operaba en condiciones normales, de acuerdo a protocolos y siguiendo estándares de actividades preventivas, teniendo como evidencia para afirmarlo las condiciones de las ruedas metálicas. Asimismo, vías, rieles, gabinetes y motores se encontraban en buenas condiciones, de acuerdo al estándar de mantenimiento planificado para las instalaciones.
|                            |
| Alma de la trabe sur (T-1) |

|                                      |
| Unión y contraventeo de la trabe T-7 |

| |
| Imagen en donde se muestran las uniones entre vigas y pernos. Los pernos lucen remanentes de la protección cerámica que deben desaparecer al momento de soldar los pernos. |

|  |
|  |

#### Fase II
La fase II fue presentada el 6 de septiembre de 2021. Dicha etapa incluyó además un análisis visual tanto de fotografías como de los restos del accidente. Igualmente, la realización de diferentes pruebas químicas y mecánicas tanto al concreto como al acero obtenido de muestras de las vigas y de las losas de concreto colapsadas y, finalmente, la realización de pruebas computacionales con los resultados obtenidos en estas pruebas. Según el resumen ejecutivo:

Los resultados de los análisis indicaron que el colapso ocurrió como resultado del pandeo de las Vigas Norte y Sur facilitada por la falta de pernos funcionales en una longitud significativa lo que causó que parte del tramo elevado perdiera su estructura compuesta. Como resultado, la estructura compuesta estaba operando como dos vigas paralelas independientes, una viga de concreto y una viga de acero, que experimentaron condiciones de carga para las que no estaban diseñadas. Lo anterior creó condiciones que llevaron a la distorsión del marco transversal central y la iniciación y propagación de grietas de fatiga que redujeron aún más la capacidad de la estructura para soportar la carga.
DNV

La investigación determinó que los pernos tuvieron «soldaduras deficientes, pernos faltantes y pernos mal colocados». Secundariamente existieron «deficiencias mecánicas» en las vigas así como en el marco transversal de la estructura compuesta que según DNV no cumplían con el estándar establecido por la American Association of State Highway and Transportation Officials (AASHTO). 
Igualmente, como algunas de las fallas no eran visibles a simple vista al personal encargado del mantenimiento, por ejemplo, la deflexión de la viga norte y la viga T-7. Dentro de la investigación se encontró que los componentes de la línea (durmientes, rieles, balasto, instalaciones eléctricas y otras), se encontraban en buenas condiciones. Otros factores como la humedad en las estructuras o posibles daños tras algunos terremotos, no contribuyeron al accidente.

## Reacciones

### Nacional

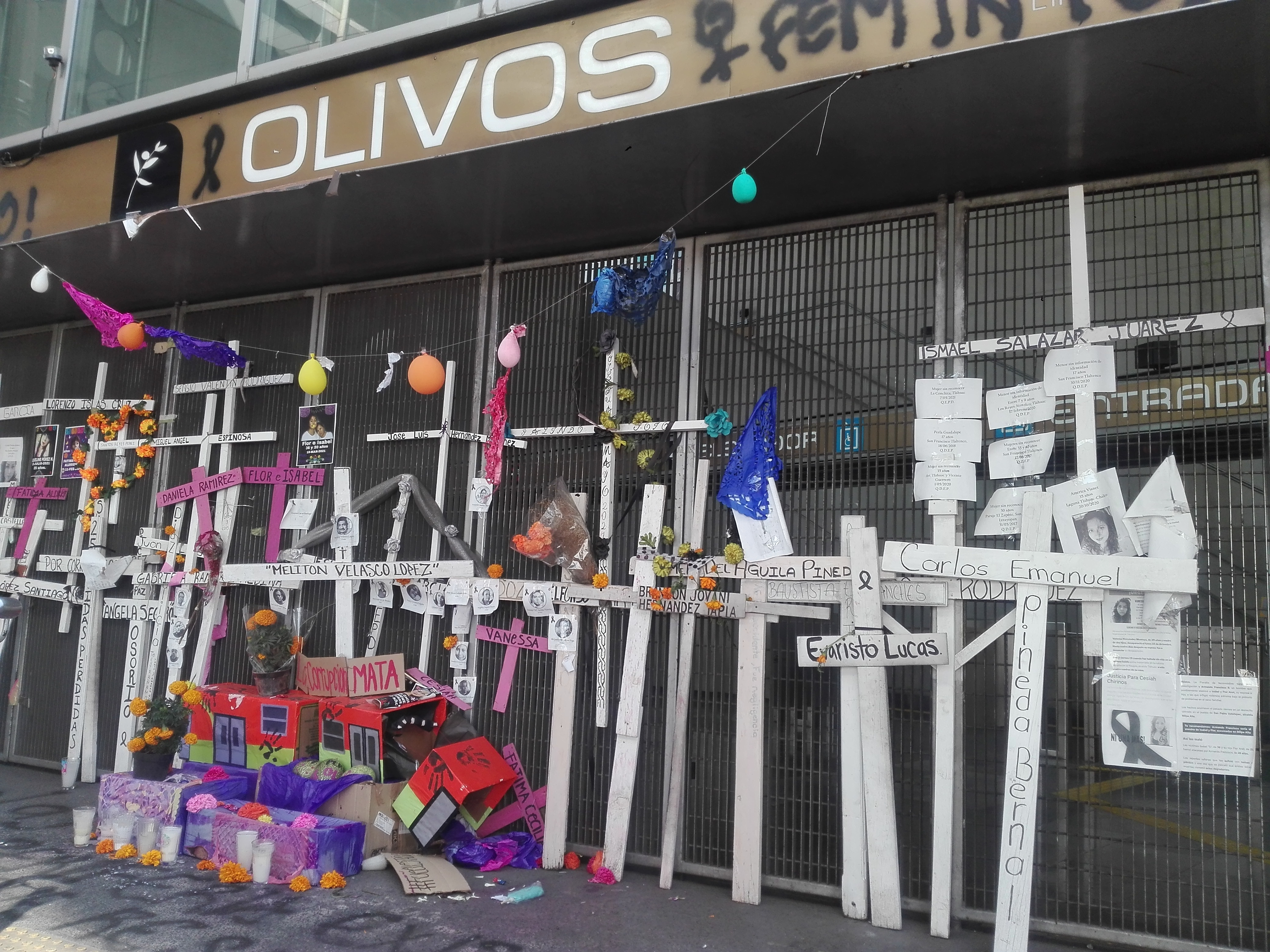
Ofrenda del Día de Muertos dedicada a las víctimas del accidente de la Línea 12.

- Ofrenda del Día de Muertos dedicada a las víctimas del accidente de la Línea 12.En señal de luto, la bandera de la Plaza de la Constitución y las de los edificios oficiales circundantes se colocaron a media asta la mañana del 4 de mayo.[87] Por la tarde, se publicó un decreto firmado por Andrés Manuel López Obrador en el que se ordenaron tres días de luto nacional.[88]

### Internacional
- Azerbayán: La cancillería de Azerbaiyán en México expresa sus condolencias por la tragedia.[89]
- Bolivia: El presidente de Bolivia Luis Arce dirigió su mensaje al presidente Andrés Manuel López Obrador, en donde ofreció sus condolencias por la muerte de 25 personas tras el colapso de un puente en la Línea 12 del Metro.[90]
- Canadá: Justin Trudeau, primer ministro de Canadá, expresó sus condolencias y solidaridad con las víctimas del desplome.[91]
- Corea del Sur: El presidente de Corea del Sur Moon Jae-in también expresó su deseo de que “el pueblo mexicano pueda recuperarse lo antes posibles del shock y el dolor” causados por el accidente.[92]
- Cuba: Miguel Díaz-Canel, presidente de Cuba, expresó este martes sus más sentidas condolencias al pueblo y al gobierno mexicanos y a los familiares y amigos de las víctimas.[93]
- Estados Unidos: Kamala Harris, vicepresidenta de los Estados Unidos, expresó sus condolencias por las víctimas del desplome.[94] En tanto, Joe Biden, presidente de los Estados Unidos, presentó sus condolencias a las víctimas y al pueblo de México y ofreció ayuda técnica para las investigaciones.[95]
- Francia: La embajada de Francia en México izó a media asta su bandera como un homenaje a las víctimas del accidente ocurrido en la Línea 12 del metro.[96]
- Japón: El gobierno de Japón envió sus condolencias a los familiares deseándoles una pronta recuperación[97][98][90]
- Nicaragua: El presidente de Nicaragua, Daniel Ortega y su esposa Rosario Murillo emitieron sus condolencias por el accidente del metro.[99]
- Panamá: El gobierno de Laurentino Cortizo, en Panamá, a través de su cancillería, emitió sus condolencias.[96]
- Perú: La cancillería del Perú se solidarizó con los familiares del metro y expresó sus condolencias.[100]
- Reino Unido: El gobierno de Reino Unido expresó: «Enviamos nuestro amor a la gente de la #CDMX. Si las palabras pudieran ayudar a borrar su dolor y tristeza; si el Ángel de la Independencia volara sobre los jardines flotantes de Xochimilco y guiarles a través de esta tragedia, y darles fuerza para un mañana mejor».[101]
- Rumania: El ministro de Asuntos Exteriores de Rumania, Bogdan Aurescu, envió condolencias a México tras el desplome de un tramo de la Línea 12 del Metro de la Ciudad de México.[102]
- Rusia: Vladímir Putin, presidente de Rusia, expresó el miércoles 5 de mayo de 2021 sus condolencias por el accidente del metro en la Ciudad de México.[103]
- Venezuela: Jorge Arreaza, ministro de Relaciones Exteriores de Venezuela, expresó sus condolencias por el hecho.[104]
- Vietnam: El presidente de Vietnam, Nguyễn Xuân Phúc envió un mensaje de condolencias a su homólogo mexicano, Andrés Manuel López Obrador, tras el accidente de la Línea 12 del Metro en la capital mexicana que provocó 24 muertos.[101]
- Los equipos de Barcelona, Wolves y PSV también enviaron sus condolencias a familiares por la tragedia del metro.[105]